# Bates Bobcats football 1893-1903
Nelle stagioni che vanno dal 1893 al 1903, i Bates Bobcats football, rappresentanti il Bates College mossero i primi passi nel football americano dopo le stagioni 1875 e 1889, disputate senza un allenatore.
I Bobcats, nel 1893 disputarono la loro prima stagione sotto la guida di Crockett, entrando a far parte della Maine Intercollegiate Athletic Association. Nel periodo tra il 1893 ed il 1903 si aggiudicarono la conference per quattro volte di cui l'ultima nel 1900. Dal 1899 giocarono al Garcelon Field come impianto casalingo.

## 1893
Allenatore: Crockett
| 10-01-1893           | Colby               | Lewiston                   | L 0-4  |
| 10-18-1893           | Westbrook Seminary* | Lewiston                   | W 56-0 |
| 10-31-1893           | at Bowdoin          | Brunswick                  | L 0-54 |
| 11-03-1893           | at Bangor HS*       |                            | W 6-0  |
| 11-04-1893           | at Maine            | Orono Driving Park • Orono | W 18-0 |
| 11-08-1893           | Maine               | Lewiston                   | W 52-6 |
| 11-18-1893           | Hebron Academy*     | Lewiston                   | W 34-0 |
| *Gare non-conference |                     |                            |        |

## 1894
Allenatore: Garcelon
| 10-20-1894           | New Hampshire*      | Lewiston   | W 26-4 |
| 10-27-1894           | Kents Hill School*  | Lewiston   | W 10-4 |
| 11-10-1894           | at Colby            | Waterville | W 14-0 |
| 11-14-1894           | at Bowdoin          | Brunswick  | L 0-26 |
| 11-17-1894           | Colby               | Lewiston   | W 10-8 |
| 1894                 | at Berwick Academy* |            | W 48-0 |
| *Gare non-conference |                     |            |        |

## 1895
Allenatore: Garcelon
| 10-12-1895           | at Dartmouth*               | Hanover             | L 0-38 |
| 10-26-1895           | at Maine                    | Orono               | W 20-0 |
| 11-02-1895           | at Phillips Exeter Academy* | Exeter, NH          | W 4-0  |
| 11-05-1895           | Maine                       | Lee Park • Lewiston | W 18-0 |
| 11-09-1895           | Colby                       | Lewiston            | W 6-0  |
| 11-16-1895           | at Bowdoin                  | Portland            | L 6-22 |
| *Gare non-conference |                             |                     |        |

## 1896
Allenatore: Kelly
| 10-03-1896           | Berwick Academy*            | Lewiston   | W 16-0 |
| 10-09-1896           | at New Hampshire*           | Dover      | W 10-6 |
| 10-10-1896           | at Phillips Exeter Academy* | Exeter     | W 20-4 |
| 10-17-1896           | at Maine                    | Orono      | T 4-4  |
| 10-24-1896           | at Maine                    | Bangor     | L 0-24 |
| 11-10-1896           | at Colby                    | Waterville | L 0-8  |
| 11-14-1896           | Bowdoin                     | Lewiston   | L 0-22 |
| *Gare non-conference |                             |            |        |

## 1897
Allenatore: William Hoag
| 10-02-1897           | at Bowdoin                  | Brunswick | W 10-6 |
| 10-09-1897           | at Maine                    | Orono     | W 8-6  |
| 10-16-1897           | Maine                       | Lewiston  | W 5-4  |
| 10-23-1897           | Colby                       | Lewiston  | T 6-6  |
| 11-06-1897           | at Phillips Exeter Academy* | Exeter    | W 30-0 |
| *Gare non-conference |                             |           |        |

## 1898
Allenatore: William Hoag
| 10-06-1898           | New Hampshire*              | Lewiston                 | W 35-0  |
| 10-08-1898           | at Maine                    | Orono                    | W 36-0  |
| 10-15-1898           | Maine                       | Lewiston                 | W 34-0  |
| 10-22-1898           | at Phillips Exeter Academy* | Exeter                   | W 18-12 |
| 10-29-1898           | at Bowdoin                  | Brunswick                | W 6-0   |
| 11-05-1898           | at Colby                    | Colby Field • Waterville | W 17-0  |
| *Gare non-conference |                             |                          |         |

## 1899
Allenatore: William Hoag
| 09-30-1899           | Boston College* | Garcelon Field • Lewiston | T 0-0  |
| 10-07-1899           | at Yale*        | New Haven                 | L 0-28 |
| 10-14-1899           | Colby           | Garcelon Field • Lewiston | W 12-0 |
| 10-18-1899           | at Harvard*     | Cambridge                 | L 0-29 |
| 10-28-1899           | at Maine        | Orono                     | W 16-0 |
| 11-04-1899           | Bowdoin         | Garcelon Field • Lewiston | L 6-16 |
| 11-04-1899           | Maine           | Garcelon Field • Lewiston | W 27-0 |
| *Gare non-conference |                 |                           |        |

## 1900
Allenatore: William Hoag
| 10-03-1900           | Newton Seminary* | Garcelon Field • Lewiston | W 5-0  |
| 10-10-1900           | at Yale*         | New Haven                 | L 0-50 |
| 10-17-1900           | at Harvard*      | Cambridge                 | L 0-41 |
| 10-20-1900           | Maine            | Garcelon Field • Lewiston | W 26-0 |
| 10-27-1900           | Boston College*  | Garcelon Field • Lewiston | L 0-5  |
| 11-03-1900           | at Maine         | Orono                     | W 8-0  |
| 11-10-1900           | at Colby         | Waterville                | W 12-6 |
| *Gare non-conference |                  |                           |        |

## 1901
Allenatore: William Hoag
La gara del 24 ottobre contro Massachusetts venne dichiarata persa per Bates a causa forfait, è probabile che fosse stata cancellata unilateralmente da Bates per poter disputare il medesimo giorno la gara contro Amherst.
| 09-28-1901           | at Phillips Exeter Academy* | Exeter                    | L 5-6  |
| 10-05-1901           | at Harvard*                 | Cambridge                 | L 6-16 |
| 10-12-1901           | at Boston College*          | Chestnut Hill             | W 6-0  |
| 10-15-1901           | Maine                       | Garcelon Field • Lewiston | L 0-6  |
| 10-19-1901           | Maine                       | Garcelon Field • Lewiston | L 0-17 |
| 10-22-1901           | at Yale*                    | New Haven                 | L 0-21 |
| 10-24-1901           | Amherst*                    | Garcelon Field • Lewiston | L 0-5  |
| 10-24-1901           | Massachusetts*              | Garcelon Field • Lewiston | L 0-1  |
| 11-02-1901           | Colby                       | Garcelon Field • Lewiston | W 17-6 |
| 11-09-1901           | at Bowdoin                  | Brunswick                 | W 11-0 |
| *Gare non-conference |                             |                           |        |

## 1902
Allenatore: Royce Purinton
| 09-20-1902           | Fort Preble*                | Garcelon Field • Lewiston | W 18-0 |
| 09-23-1902           | Hebron Academy*             | Garcelon Field • Lewiston | W 11-0 |
| 09-27-1902           | at Bar Harbor AA*           |                           | W 6-0  |
| 10-04-1902           | at Harvard*                 | Cambridge                 | L 0-23 |
| 10-11-1902           | Boston College*             | Garcelon Field • Lewiston | W 17-5 |
| 10-18-1902           | at Colby                    | Waterville                | L 0-15 |
| 10-25-1902           | Coburn Classical Institute* | Garcelon Field • Lewiston | W 56-0 |
| 11-01-1902           | Maine                       | Garcelon Field • Lewiston | W 6-0  |
| 11-08-1902           | at Bowdoin                  | Brunswick                 | W 16-0 |
| *Gare non-conference |                             |                           |        |

## 1903
Allenatore: Richardson
| 09-19-1903           | Auburn Edward Little HS*    | Garcelon Field • Lewiston | W 22-0 |
| 09-26-1903           | Hebron Academy*             | Garcelon Field • Lewiston | W 11-0 |
| 10-03-1903           | at Phillips Exeter Academy* | Exeter                    | L 0-11 |
| 10-07-1903           | at Harvard*                 | Cambridge, MA             | L 0-23 |
| 10-10-1903           | at Tufts*                   | Medford                   | L 0-23 |
| 10-24-1903           | Colby                       | Garcelon Field • Lewiston | L 0-11 |
| 10-31-1903           | at New Hampshire*           | Dover                     | T 6-6  |
| 11-09-1903           | at Maine                    | Orono                     | L 0-16 |
| 11-14-1903           | Bowdoin                     | Garcelon Field • Lewiston | L 5-11 |
| *Gare non-conference |                             |                           |        |